# Aniara
För andra betydelser, se Aniara (olika betydelser).
Aniara: En revy om människan i tid och rum är ett epos av den svenske diktaren Harry Martinson bestående av 103 sånger (dikter). Verket bidrog starkt till att Martinson fick nobelpriset i litteratur 1974, delat med Eyvind Johnson.

## Verk

### Bakgrund

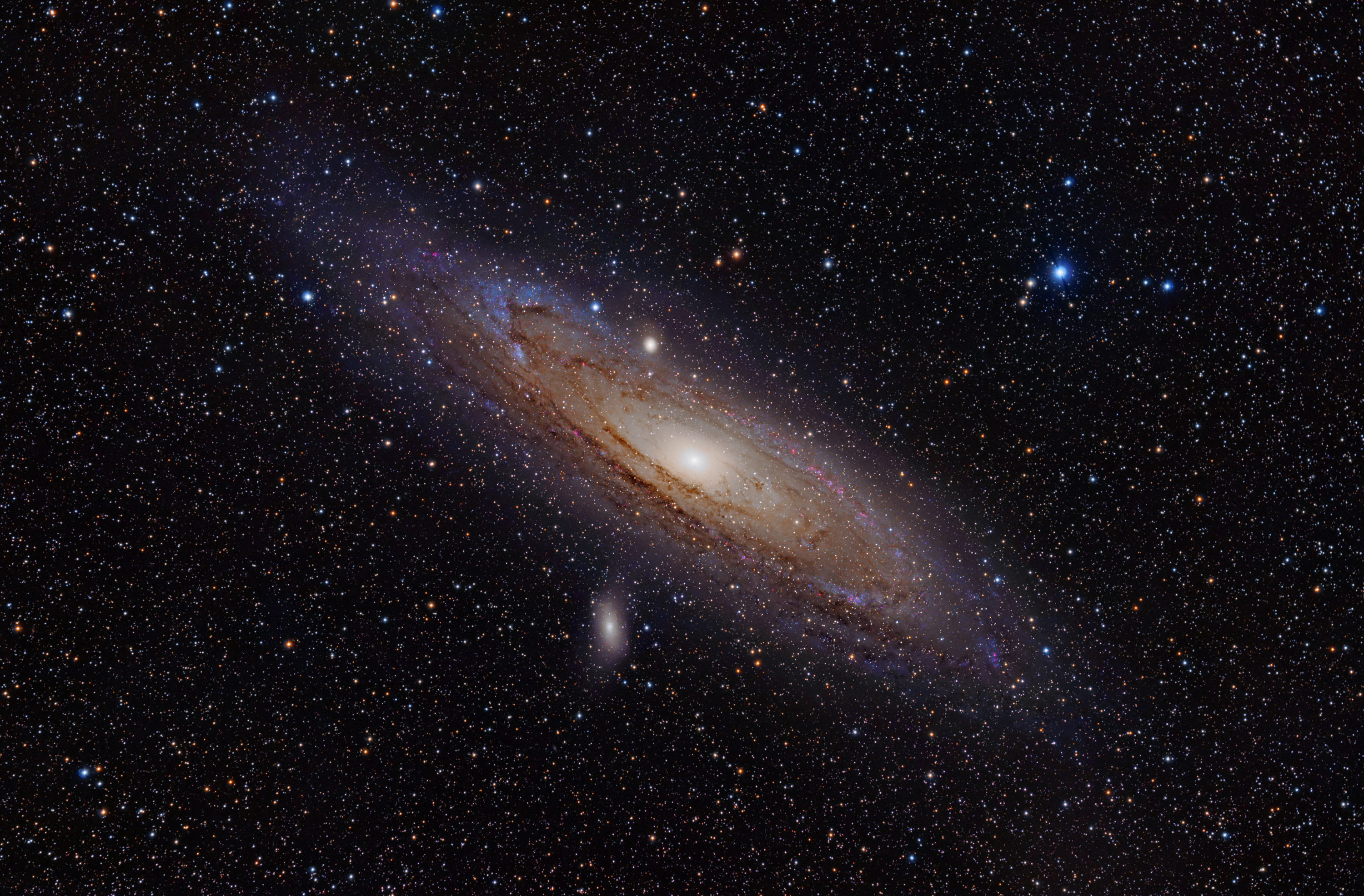
Andromedagalaxen

Aniara publicerades 1956. Eposet påbörjades dock redan 1953, bland annat till följd av Sovjetunionens första vätebombssprängning. En annan utlösande faktor ska ha varit när Martinson med kikare en augustinatt studerade stjärnhimlen och såg Andromedagalaxen. I ett tillstånd av dröm och vaka, likt en schamanistisk trans, tillkom de första 29 sångerna som först publicerades i Cikada under titeln Sången om Doris och Mima. Aniara kan sägas vara färgad av författarens starka intresse för naturvetenskap, men är främst att fatta som en metaforisk, existentiell betraktelse av individens och mänsklighetens öde. Något som tydligt framgår är att Martinson vill ställa frågan varför vi har en tendens att använda vår samlade kunskap och intelligens till att göra sådant som skadar vår miljö och oss själva. Denna destruktivitet symboliseras i Aniara av Spjutet som ilar genom rymden, alltid i en snabbare takt än rymdskeppet. Aniara är således det logiska svaret på människans ovilja att se konsekvenserna av sitt handlande. Enligt Martinson är Aniara en kraftfull varning, ett Kassandrarop för framtida generationer som kommer att läsas om och om igen. Aniara är också en serie visionära klagosånger om ett förlorat paradis.
Titeln "Aniara" hade Martinson dessförinnan kommit på under en läsning av astronomen Arthur Eddington, och använde det då som ”namn för den rymd atomerna rör sig i”. Det fritt uppfunna ordet "aniara" använde Martinson första gången i tryck redan 1938 i en uppsats publicerad i tidskriften Vintergatan.
Förebild till gestalten Isagel är Karin Boye som Martinson hade en nära vänskap med på 1930-talet.

### Handling
Historien utspelar sig ombord på goldondern Aniara, en enorm rymdfarkost som vid varje resa rutinmässigt transporterar åtta tusen emigranter från jorden till Mars och Venus, eftersom jorden (kallad Doris) är skadad av miljöförstöring och kärnvapenkrig. På en av dessa färder tvingas Aniara väja för en okänd asteroid, kommer ur kurs, hamnar i en meteoritskur och förlorar manöverförmågan, men fortsätter i övrigt oskadd med oförminskad hastighet ut ur solsystemet och in i det okända. Resten av berättelsen beskriver hur besättning och passagerare reagerar när det ofattbara går upp för dem – att ingen räddning längre är möjlig. Det som återstår är en tillvaro ombord på Aniara för all framtid, eller åtminstone tills förråden tar slut.
I Aniara skildras hur människorna söker tröst i religion, sex, filosofi och till en början hos Mima, en sorts allvetande dator, möjligtvis gudomlig, som har lagrat hela människans historia, vilka kan återges som filmer, som underhållning och själslig föda för de hungrande ombord. Efter hand betraktas Miman alltmer som en gudinna vid vars altare passagerarna knäböjer, men Miman orkar till slut inte bära alla fruktansvärda insikter om människans dåd. Bilderna blir alltmer fragmenterade, hon bryts ner och dör av sorg. Miman är inte den enda som skänker tröst. Även Daisi Doody, en ung kvinna, håller cynismen och tomheten borta med sin aningslöshet och sensuella dans. Hon vrider sig i den framtida trenddansen "yurg" och hon jollrar slangen från Dorisburg, en odefinierad stad på Doris, det vill säga jorden. Även maktmissbruk framträder på Aniara. Chefone, rymdskeppets despotiske befälhavare som fängslar sina motståndsmän, försöker dölja hur illa ställt det egentligen är, men genomskådas snart av mimans skötare, mimaroben, och med tiden av allt fler av de ombordvarande. Att ge sig hän åt drömmar och avancerad tankeflykt i ett eskapistiskt frosseri är vad som återstår för att hålla själens eldar brinnande på den irrfärd som för dem allt längre bort från Doris dalar och ut i den tomma okända rymden.

### Personer
- Mima, en tänkande maskin som bär på mänsklighetens minnen.
- Mimaroben, berättare
- Daisi Doody, dansare
- Chefone, befälhavare
- Isagel, pilot
- Den blinda poeten från Rind
- Libidel, kultledare på Aniara
- Nobia, samarit

Miman symboliserar diktkonsten och allt mänskligheten skapat, historien och minnet. Miman sköts av Mimaroben, verkets berättare. Ändelsen rob kommer från ordet rob som på flera slaviska språk betyder "slav, träl". Chefone representerar maktmänniskor och diktatorer. Isagel, den kvinnliga piloten, representerar den klarhets- och sanningssökande tanken. Daisy Doody företräder det djuriska livet, utan några intellektuella frågor och problem. Den blinda poetissan är en representant för estetisk hänförelse och religiös vision. Nobia företräder handlingar i godhetens tjänst och etisk självuppoffring. Kultledaren Libidel och de övriga dansande libidinnorna har som enda livsuppgift att väcka åtrå och vara sexualobjekt. Namnet anspelar på libido.

### Berättarteknik
Aniaras berättare är mimaroben. De flesta av eposets 103 sånger återger sinnesstämningar och skeenden ombord på skeppet, men många återger också Aniaras passagerares enskilda berättelser: minnen, kärlekshistorier, naturskildringar och händelser. Texten är skriven på vers, men blandar traditionella versmått med fri vers. I vissa delar av texten återges skeendena kort och koncist, utan rim som i ett telegram. Det finns även ett par nonsensverser på Dorisburgerslang, en slang som framställts av Martinson själv. Martinson använder suggestiva språkliga nybildningar som knyter an till vetenskap och teknik samtidigt som de bär en säregen poetisk lyskraft.
Aniara har undertiteln En revy om människan i tid och rum. Verket innehåller anspelningar på olika historiska händelser och epoker i människans historia samt en mängd litterära anspelningar. Bland annat på Den gudomliga komedin, John Miltons Det förlorade paradiset, Bibeln, antikens tragedier och en lång rad svenska och skandinaviska litterära verk. Litteraturforskare har pekat på att nästan alla viktiga skeden och litterära riktningar från olika tider och länder finns representerade som allusioner och stilimitationer i Aniara.

## Mottagande
Aniara utkom den 13 oktober 1956 på Albert Bonniers förlag och möttes av ett stort intresse i den svenska pressen. Den fick ett entusiastiskt mottagande av många kritiker och blev även en stor publiksuccé. Den inspirerade också till nya konstverk, mest notabelt Erik Lindegrens och Karl Birger Blomdahls opera Aniara som hade premiär 1959.
Aniara finns med i Världsbiblioteket över de hundra bästa böckerna genom tiderna och på Världsbibliotekets lista över de 50 bästa diktsamlingarna. Boken är en av titlarna i boken Tusen svenska klassiker (2009).

## Utgåvor och översättningar
- Aniara, Albert Bonniers förlag 1956
- Aniara, Aldus/Bonnier Delfinböckerna 1963, 1970, 1986
- Aniara, Bonnier 1974 ISBN 91-0-039872-1
- Aniara, illustrerad av Bo Beskow, Bonnier 1981 ISBN 91-0-045361-7
- Aniara, Bonnier pocket 1982 ISBN 91-0-045701-9
- Aniara, med efterord av Johan Wrede, Bonnier/Harry Martinson-sällskapet 1997 ISBN 91-0-056430-3
- Aniara, Bonnier pocket 2004 ISBN 91-0-010486-8
- Aniara, elektronisk resurs i Litteraturbanken

Aniara är översatt till bland andra språk engelska, tyska, franska, ryska, danska, finska, norska, spanska, italienska, arabiska, tjeckiska, japanska, kinesiska,  vietnamesiska och esperanto.

## Andra konstformer och samband
Genom åren efter verkets utgivning i bokform har andra konstnärer utifrån detta skapat versioner i andra konstformer och andra verksamheter och begrepp har uppkommit.
- Först kom Karl-Birger Blomdahls och Erik Lindegrens opera Aniara med urpremiär på Kungliga Teatern 31 maj 1959. Verket har därefter satts upp ett flertal gånger i Sverige och framförallt utomlands.
  - Sveriges Television gjorde 1960 en tv-version av den ursprungliga uppsättningen av operan.
- Aniara, Studentenes science fiction-forening i Oslo är uppkallad efter dikteposet.
- Svensk Biblioteksförening uppkallade det 1974 instiftade Aniarapriset för svensk skönlitteratur efter Martinsons verk.
- På 1970-talet skapades inom delar av den psykologiska samhällsdebatten uttrycket Aniarabarn för att beteckna oron för framväxten av en ny typ av känslokalla, egoistiska, isolerade barn präglade av det teknologiska, materialistiska samhällets former.[18][19]
- Som teaterföreställning har Aniara gjorts framför allt i dramatisering av Helge Skoog och Per Lysander som kammarteater med sex skådespelare på Unga Klara 1982.[20] Helge Skoog fortsatte därefter återkommande genom alla åren fram till 2010-talet med en monologversion av delar av verket, Aniara – ett rymdäventyr, med elektronisk musik av Gunnar Edander.[21] I november 2013 avlöstes Skoog av Albin Flinkas i rollen, kallat Aniara.2[22]. Monologen har även spelats av andra aktörer vid andra teatrar i landet.
- Ketil Bjørnstad gjorde rockoperan Aniara 1983, med bl.a. vokalisterna Göran Fristorp och Lill Lindfors. NRK visade en av föreställningarna. [23]
- Koreografen och konstnären Rolf Hepp skapade i Lund och Malmö 1988 baletten Aniara med sin ensemble Expression. Baletten baserade sig på ett urval delar av diktverket med musik av Ralph Lundsten och dekor av Lennart Mörk; även sänd av Sveriges Television. Hepp har åren 1988–2012 också gjort en svit av målningar utifrån Aniara-motivet.[24][25]
- Aniarakvartetten är en internationellt verksam svensk stråkkvartett som bildades 1995.[26]
- Konsertföreställningen "31 sånger från ANIARA" för solist, kör och blåsorkester av Carl-Axel Dominique framfördes 1997 i Olofström med Tommy Körberg som solist. Tolv av sångerna gavs ut på CD samma år.[27]
- På Backa Teater skapades år 2000 en föreställning för ungdomspublik med 30 skådespelare, nyskriven musik, ljuseffekter och videoprojektioner med bland andra Mona Sahlin, Freddie Wadling och Rickard Olsson. Regissören Alexander Öbergs och dramatikern Sven-Åke Gustavssons produktion hade premiär på Backa teater i september år 2000.[20][28]
- Till Stockholms stadsteaters 50-årsjubileum presenterade teatern 21 oktober 2010 en musikalversion av Aniara med vemodigt hållen musik av Andreas Kleerup i regi av Lars Rudolfsson, scenografi av Sören Brunes och med bland andra Helen Sjöholm, Sven Ahlström, Helge Skoog, Claire Wikholm, Ingvar Hirdvall och Sven Wollter i rollerna.[29]
- Aniara Recordings är ett svenskt skivbolag som sedan 2010 ger ut elektronisk musik och elektronisk dansmusik.[30]
- Det finländska melodisk death metal-bandet Diablo utgav 2015 albumet Silvër horizon som bygger löst på Aniara.[31]
- I augusti 2015 utgav Kartago förlag Aniara som seriebok av tecknaren Knut Larsson, beledsagad av en utställning omkring materialet på Serieteket i Stockholm.[32]
- Musikern Jonas Martinsson skapade 2014-15 under namnet "Necrosavant" en mörk, hård, filmad death metal-version kallad Aniara MMXIV för skivutgivning vintern 2015.[33]
- Den svenska artisten Nicole Sabouné gav hösten 2015 ut en skiva med titeln Miman; titeln hämtad från Martinsons Aniara.
- Långfilmen Aniara i regi av Hugo Lilja och Pella Kågerman hade premiär 2019.[34]
- Essäboken Lägesrapport från Aniara med essäer av astronomen Bengt Gustafsson, Anna Hallberg och Kuba Rose släpptes 2019.[35]
- Trubaduren Christian Lagström gav under april 2022 ut sin EP "ANIARA" med titelspåret "Som Aniara" en låt med stark inspiration av Harry Martinsons epos. [36]